# 숙선옹주로
숙선옹주로(淑善翁主路)는 서울특별시 중랑구 묵동에 있는 도로로, 총 연장은 1.256 km이다. 도로의 명칭이 유래된 것은 조선 시대 당시 태종의 후궁인 숙선옹주의 묘가 위치해 있기 때문이다.

## 역사
- 2010년 6월 10일 : 도로명으로 숙선옹주로를 고시

## 주요 경유지
- 중랑구
  - 묵동

## 접촉하는 도로
- 중랑역로
- 공릉로
- 신내로

## 주요 건물 및 시설
- 승연빌딩 (숙선옹주로 25/묵동 297)
- 하늘빛아파트 (숙선옹주로 38/묵동 121-302)
- e편한세상 화랑대 (숙선옹주로 45/묵동 396)
- 애린교회 (숙선옹주로 47/묵동 118-3)
- 묵동 다목적체육관 (숙선옹주로 66/묵동 23-4)
- 무진법장사 (숙선옹주로 69/묵동 25-4)
- 대한예수교장로회대명교회 (숙선옹주로 76/묵동 23-1)
- 원묵고등학교 (숙선옹주로 82/묵동 23)
- 신내4단지신내아파트 상가 (숙선옹주로 85/묵동 13)
- 신내4단지신내아파트 (숙선옹주로 91/묵동 13)
- 원묵초등학교 (숙선옹주로 109/묵동 11)